# Championnat de France amateurs de football 1969-1970
Navigation
Division Nationale 1968-1969 Division Nationale 1970-1971
Le championnat de France amateurs de football 1969-1970 est la 32e édition du championnat de France amateurs, organisé par la Fédération française de football.
Il s'agit de la 22e édition disputée sous forme de championnat annuel, appelé Division Nationale, qui constitue alors le premier niveau de la hiérarchie du football français amateur.
En pleine réforme des compétitions, les trois premiers clubs de chaque groupe sont intégrés dans le nouveau Championnat National, ouvert aux clubs professionnels et amateurs. D'autres équipes sont autorisées à rejoindre le Championnat National sur dossier.
La compétition est remportée par le CS Pierrots Strasbourg.

## Groupe Nord
Le groupe Nord est remporté par l'AC Cambrai qui est promu sportivement avec l'AS Creil et le Stade saint-germanois. Le RC Lens, l'US Quevilly, l'Amiens SC et le Lille OSC sont promus sur dossier.
| Rang | Équipe                  | Pts | J  | G  | N  | P  | Bp | Bc | GA    |
| ---- | ----------------------- | --- | -- | -- | -- | -- | -- | -- | ----- |
| 1    | AC Cambrai              | 40  | 28 | 17 | 6  | 5  | 51 | 26 | 1,962 |
| 2    | AS Creil                | 37  | 28 | 14 | 9  | 5  | 36 | 27 | 1,333 |
| 3    | Stade saint-germanois   | 36  | 28 | 13 | 10 | 5  | 41 | 24 | 1,708 |
| 4    | RC Lens                 | 35  | 28 | 12 | 11 | 5  | 48 | 27 | 1,778 |
| 5    | US Quevilly             | 34  | 28 | 12 | 10 | 6  | 38 | 23 | 1,652 |
| 6    | CA Mantes               | 33  | 28 | 13 | 7  | 8  | 34 | 30 | 1,133 |
| 7    | Amiens SC               | 30  | 28 | 10 | 10 | 8  | 44 | 40 | 1,1   |
| 8    | US Valenciennes         | 27  | 28 | 10 | 7  | 11 | 37 | 35 | 1,057 |
| 9    | USM Malakoff            | 25  | 28 | 11 | 3  | 14 | 44 | 36 | 1,222 |
| 10   | Lille OSC               | 24  | 28 | 9  | 6  | 13 | 40 | 47 | 0,851 |
| 11   | AS Aulnoye              | 21  | 28 | 6  | 9  | 13 | 30 | 48 | 0,625 |
| 12   | Olympique Saint-Quentin | 21  | 28 | 7  | 7  | 14 | 22 | 36 | 0,611 |
| 13   | Stade de Reims          | 20  | 28 | 7  | 6  | 15 | 32 | 48 | 0,667 |
| 14   | SC Abbeville            | 19  | 28 | 7  | 5  | 16 | 24 | 41 | 0,585 |
| 15   | RC Calais               | 18  | 28 | 7  | 4  | 17 | 27 | 61 | 0,443 |

- Intégré automatiquement dans le Championnat National
- Intégré sur dossier dans le Championnat National

## Groupe Est
Le groupe Est est remporté par le CS Pierrots Strasbourg, promu sportivement avec le Chaumont FC et le FC Sochaux-Montbéliard. Le SO Merlebach et le FC Mulhouse sont promus sur dossier et l'ASP Belfort est la seule équipe, tous groupes confondus, à être reléguée en Division d'Honneur.
| Rang | Équipe                  | Pts | J  | G  | N  | P  | Bp | Bc | GA    |
| ---- | ----------------------- | --- | -- | -- | -- | -- | -- | -- | ----- |
| 1    | CS Pierrots Strasbourg  | 40  | 26 | 18 | 4  | 4  | 66 | 22 | 3     |
| 2    | Chaumont FC             | 32  | 26 | 13 | 6  | 7  | 50 | 20 | 2,5   |
| 3    | FC Sochaux-Montbéliard  | 32  | 26 | 13 | 6  | 7  | 51 | 33 | 1,545 |
| 4    | SO Merlebach            | 31  | 26 | 13 | 5  | 8  | 39 | 26 | 1,5   |
| 5    | FC Saint-Louis          | 30  | 26 | 10 | 10 | 6  | 29 | 25 | 1,16  |
| 6    | FC Metz                 | 29  | 26 | 10 | 9  | 7  | 40 | 31 | 1,29  |
| 7    | US Baume-les-Dames      | 28  | 26 | 13 | 2  | 11 | 41 | 34 | 1,206 |
| 8    | AS Mutzig               | 24  | 26 | 8  | 8  | 10 | 25 | 33 | 0,758 |
| 9    | FC Mulhouse             | 24  | 26 | 9  | 6  | 11 | 27 | 31 | 0,871 |
| 10   | SR Saint-Dié-des-Vosges | 24  | 26 | 9  | 6  | 11 | 34 | 45 | 0,756 |
| 11   | US Forbach              | 23  | 26 | 8  | 7  | 11 | 27 | 40 | 0,675 |
| 12   | CS Sedan Ardennes       | 21  | 26 | 7  | 7  | 12 | 25 | 36 | 0,694 |
| 13   | FC Kronenbourg          | 16  | 26 | 6  | 4  | 16 | 25 | 62 | 0,403 |
| 14   | ASP Belfort             | 10  | 26 | 2  | 6  | 18 | 24 | 65 | 0,369 |

- Intégré automatiquement dans le Championnat National
- Intégré sur dossier dans le Championnat National
- Relégué en Division d'Honneur

## Groupe Ouest
Le groupe Ouest est remporté par l'AAJ Blois, promu sportivement avec la La Berrichonne de Châteauroux et le Stade brestois. Le Stade lavallois ainsi que le Stade Quimpérois, le SM Caen, Poitiers PEPP, l'US Le Mans et le FC Bourges sont promus sur dossier dans le nouveau championnat National.
| Rang | Équipe           | Pts | J  | G  | N  | P  | Bp | Bc | GA    |
| ---- | ---------------- | --- | -- | -- | -- | -- | -- | -- | ----- |
| 1    | AAJ Blois        | 47  | 30 | 21 | 5  | 4  | 62 | 29 | 2,138 |
| 2    | LB Châteauroux   | 42  | 30 | 16 | 10 | 4  | 57 | 25 | 2,28  |
| 3    | Stade brestois   | 38  | 30 | 16 | 6  | 8  | 57 | 34 | 1,676 |
| 4    | Stade lavallois  | 37  | 30 | 15 | 7  | 8  | 43 | 35 | 1,229 |
| 5    | US Granville     | 36  | 30 | 12 | 12 | 6  | 39 | 32 | 1,219 |
| 6    | Stade Quimpérois | 35  | 30 | 11 | 13 | 6  | 33 | 24 | 1,375 |
| 7    | SM Caen          | 33  | 30 | 12 | 9  | 9  | 45 | 43 | 1,047 |
| 8    | Poitiers PEPP    | 32  | 30 | 9  | 14 | 7  | 41 | 33 | 1,242 |
| 9    | SC Challans      | 27  | 30 | 9  | 9  | 12 | 47 | 43 | 1,093 |
| 10   | US Le Mans       | 26  | 30 | 7  | 12 | 11 | 35 | 46 | 0,761 |
| 11   | FC Bourges       | 25  | 30 | 7  | 11 | 12 | 34 | 40 | 0,85  |
| 12   | Stade briochin   | 23  | 30 | 8  | 7  | 15 | 36 | 54 | 0,667 |
| 13   | SO Cholet        | 23  | 30 | 5  | 13 | 12 | 33 | 48 | 0,688 |
| 14   | UES Montmorillon | 20  | 30 | 8  | 4  | 18 | 40 | 66 | 0,606 |
| 15   | Amicale de Lucé  | 19  | 30 | 4  | 11 | 15 | 36 | 68 | 0,529 |
| 16   | US Concarneau    | 17  | 30 | 4  | 9  | 17 | 32 | 50 | 0,64  |

- Intégré automatiquement dans le Championnat National
- Intégré sur dossier dans le Championnat National

## Groupe Sud
Le groupe Sud est remporté par l'US Montélimar, promu sportivement avec la ESCN La Ciotat et le FC Sète. L'AC Arles ainsi que l'AS Béziers sont promus sur dossier dans le nouveau championnat National.
- Intégré automatiquement dans le Championnat National
- Intégré sur dossier dans le Championnat National

## Groupe Centre
Le groupe Centre est remporté par l'Entente BFN, promu sportivement avec la EDS Montluçon et le FC Gueugnon. Il s'agit du seul groupe où aucune équipe n'est promue sur dossier dans le nouveau championnat National.
| Rang | Équipe                   | Pts | J  | G  | N  | P  | Bp | Bc | GA    |
| ---- | ------------------------ | --- | -- | -- | -- | -- | -- | -- | ----- |
| 1    | Entente BFN              | 37  | 26 | 14 | 9  | 3  | 41 | 19 | 2,158 |
| 2    | EDS Montluçon            | 36  | 26 | 15 | 6  | 5  | 59 | 28 | 2,107 |
| 3    | FC Gueugnon              | 35  | 26 | 14 | 7  | 5  | 54 | 31 | 1,742 |
| 4    | AS Moulins               | 32  | 26 | 13 | 6  | 7  | 40 | 32 | 1,25  |
| 5    | CS Cuiseaux              | 31  | 26 | 11 | 9  | 6  | 56 | 30 | 1,867 |
| 6    | Olympique lyonnais       | 30  | 26 | 10 | 10 | 6  | 36 | 32 | 1,125 |
| 7    | AS Saint-Etienne         | 28  | 26 | 11 | 6  | 9  | 49 | 36 | 1,361 |
| 8    | AS Montferrand           | 25  | 26 | 8  | 9  | 9  | 37 | 33 | 1,121 |
| 9    | FC Annecy                | 25  | 26 | 8  | 9  | 9  | 27 | 35 | 0,771 |
| 10   | CL Dijon                 | 24  | 26 | 10 | 4  | 12 | 36 | 37 | 0,973 |
| 11   | Bataillon de Joinville   | 23  | 26 | 8  | 7  | 11 | 33 | 36 | 0,917 |
| 12   | AS Amicale Maison-Alfort | 16  | 26 | 5  | 6  | 15 | 32 | 54 | 0,593 |
| 13   | La Combelle CA           | 11  | 26 | 5  | 1  | 20 | 25 | 89 | 0,281 |
| 14   | AS Decize                | 11  | 26 | 3  | 5  | 18 | 22 | 55 | 0,4   |

- Intégré automatiquement dans le Championnat National
- Intégré sur dossier dans le Championnat National
- Statut spécial militaire

## Phase finale
La phase finale oppose les vainqueurs des groupes sur un seul match sous forme d'un tour préliminaire puis de demi-finales et d'une finale. L'Entente BFN, l'US Montélimar et l'AAJ Blois sont directement qualifiées pour les demi-finales.
|  | Tour préliminaire      | Tour préliminaire      | Tour préliminaire   | Tour préliminaire   |                        |                        | Demi-finales       | Demi-finales       | Demi-finales       | Demi-finales       |  |  | Finale              | Finale              | Finale              | Finale              |
|  |                        |                        |                     |                     |                        |                        |                    |                    |                    |                    |  |  |                     |                     |                     |                     |
|  | 30 mai 1970, Troyes    | 30 mai 1970, Troyes    | 30 mai 1970, Troyes | 30 mai 1970, Troyes |                        |                        | 7 juin 1970, Paris | 7 juin 1970, Paris | 7 juin 1970, Paris | 7 juin 1970, Paris |  |  | 14 juin 1970, Paris | 14 juin 1970, Paris | 14 juin 1970, Paris | 14 juin 1970, Paris |
|  | 30 mai 1970, Troyes    | 30 mai 1970, Troyes    | 30 mai 1970, Troyes | 30 mai 1970, Troyes |                        |                        | 7 juin 1970, Paris | 7 juin 1970, Paris | 7 juin 1970, Paris | 7 juin 1970, Paris |  |  | 14 juin 1970, Paris | 14 juin 1970, Paris | 14 juin 1970, Paris | 14 juin 1970, Paris |
|  | CS Pierrots Strasbourg | CS Pierrots Strasbourg | 2                   | 2                   |                        |                        | 7 juin 1970, Paris | 7 juin 1970, Paris | 7 juin 1970, Paris | 7 juin 1970, Paris |  |  | 14 juin 1970, Paris | 14 juin 1970, Paris | 14 juin 1970, Paris | 14 juin 1970, Paris |
|  | CS Pierrots Strasbourg | CS Pierrots Strasbourg | 2                   | 2                   |                        |                        | 7 juin 1970, Paris | 7 juin 1970, Paris | 7 juin 1970, Paris | 7 juin 1970, Paris |  |  | 14 juin 1970, Paris | 14 juin 1970, Paris | 14 juin 1970, Paris | 14 juin 1970, Paris |
|  | AC Cambrai             | AC Cambrai             | 1                   | 1                   |                        |                        | 7 juin 1970, Paris | 7 juin 1970, Paris | 7 juin 1970, Paris | 7 juin 1970, Paris |  |  | 14 juin 1970, Paris | 14 juin 1970, Paris | 14 juin 1970, Paris | 14 juin 1970, Paris |
|  | AC Cambrai             | AC Cambrai             | 1                   | 1                   | CS Pierrots Strasbourg | CS Pierrots Strasbourg | 3                  | 3                  |                    |                    |  |  | 14 juin 1970, Paris | 14 juin 1970, Paris | 14 juin 1970, Paris | 14 juin 1970, Paris |
|  |                        |                        |                     |                     | CS Pierrots Strasbourg | CS Pierrots Strasbourg | 3                  | 3                  |                    |                    |  |  | 14 juin 1970, Paris | 14 juin 1970, Paris | 14 juin 1970, Paris | 14 juin 1970, Paris |
|  |                        |                        | Entente BFN         | Entente BFN         | 0                      | 0                      |                    |                    |                    |                    |  |  | 14 juin 1970, Paris | 14 juin 1970, Paris | 14 juin 1970, Paris | 14 juin 1970, Paris |
|  |                        |                        |                     |                     | 0                      | 0                      |                    |                    |                    |                    |  |  | 14 juin 1970, Paris | 14 juin 1970, Paris | 14 juin 1970, Paris | 14 juin 1970, Paris |
|  |                        | 7 juin 1970, Roanne    |                     |                     |                        |                        |                    |                    |                    |                    |  |  | 14 juin 1970, Paris | 14 juin 1970, Paris | 14 juin 1970, Paris | 14 juin 1970, Paris |
|  |                        |                        |                     |                     |                        |                        |                    |                    |                    |                    |  |  | 14 juin 1970, Paris | 14 juin 1970, Paris | 14 juin 1970, Paris | 14 juin 1970, Paris |
|  | CS Pierrots Strasbourg | CS Pierrots Strasbourg | 1                   | 1                   |                        |                        |                    |                    |                    |                    |  |  |                     |                     |                     |                     |
|  | CS Pierrots Strasbourg | CS Pierrots Strasbourg | 1                   | 1                   |                        |                        |                    |                    |                    |                    |  |  |                     |                     |                     |                     |
|  |                        |                        | US Montélimar       | US Montélimar       | 0                      | 0                      |                    |                    |                    |                    |  |  |                     |                     |                     |                     |
|  |                        |                        |                     |                     | 0                      | 0                      |                    |                    |                    |                    |  |  |                     |                     |                     |                     |
|  |                        |                        |                     |                     |                        |                        |                    |                    |                    |                    |  |  |                     |                     |                     |                     |
|  |                        |                        |                     |                     |                        |                        |                    |                    |                    |                    |  |  |                     |                     |                     |                     |
|  | US Montélimar          | US Montélimar          | 2                   | 2                   |                        |                        |                    |                    |                    |                    |  |  |                     |                     |                     |                     |
|  | US Montélimar          | US Montélimar          | 2                   | 2                   |                        |                        |                    |                    |                    |                    |  |  |                     |                     |                     |                     |
|  |                        |                        | AAJ Blois           | AAJ Blois           | 1                      | 1                      |                    |                    |                    |                    |  |  |                     |                     |                     |                     |
|  |                        |                        |                     |                     | 1                      | 1                      |                    |                    |                    |                    |  |  |                     |                     |                     |                     |
|  |                        |                        |                     |                     |                        |                        |                    |                    |                    |                    |  |  |                     |                     |                     |                     |
|  |                        |                        |                     |                     |                        |                        |                    |                    |                    |                    |  |  |                     |                     |                     |                     |
|  |                        |                        |                     |                     |                        |                        |                    |                    |                    |                    |  |  |                     |                     |                     |                     |
|  |                        |                        |                     |                     |                        |                        |                    |                    |                    |                    |  |  |                     |                     |                     |                     |

### Finale
Le CS Pierrots Strasbourg remporte le championnat de France amateurs.
| 14 juin 1970 | CS Pierrots Strasbourg | 1 – 0   | US Montélimar | Parc des Princes, Paris |                     |
|              | Kohler 10e             | (1 – 0) |               | Spectateurs : 2 061     | Spectateurs : 2 061 |